# يو إف سي ليلة القتال: باربوزا ضد ميرفي
يو إف سي ليلة القتال: باربوزا ضد مورفي (بالإنجليزية: UFC Fight Night: Barboza vs. Murphy)‏ هو حدث لفنون القتال المختلطة نظمته يو إف سي، أُقيم في 18 مايو 2024، على يو إف سي أبيكس في إنتربرايز، نيفادا، وهي جزء من منطقة لاس فيغاس الحضرية، الولايات المتحدة.